# Янишевский, Зигмунд
Зигмунт Янишевский (12 июля 1888, Варшава — 3 января 1920, Львов) — польский математик.

## Биография
Зигмунт Янишевский родился 12 июля 1888 года в Варшаве в семье юриста Чеслава и Юлии рода Шульц-Голеницких. В 1907 году окончил во Львове Первую реальную школу.
В 1907—1913 годах учился в университетах:
- Цюрихе — зимний семестр 1907/8 н. г.
- Гёттингене — летний семестр 1907/8 года
- Париже — 1908/09 учеб. год
- Мюнхене — зимний семестр 1909/10 н. г.
- Гёттингене — летний семестр 1909/10 н. г.
- Париже — 1910/11 учеб. год.
- Марбурге — летний семестр 1911/12 н. г.
- Граце — летний семестр 1912/13 н. г.

Слушал лекции Ж. Адамара, Е. Борель, Г. Минковского, Ландау, К. Рунге, Д. Гильберта, Э. Пикара, Э. Цермело, А. Теплицта, Ф. Борнштейна, Е. Гурса и других.
Руководителем его диссертационной работы был А. Лебег.
Летом 1911 года в Сорбонне защитил докторскую работу: «Sur les continues irreductibles entre deux points», экзамен принимали А. Лебег, А. Пуанкаре и Е. Борель. Пуанкаре с ним провёл длинную дискуссию по диссертации, которая содержала новые результаты из топологии и вводила новые методы исследований.
Принял участие в XI съезде природоведов и врачей в Кракове, встретился с львовскими профессорами-математиками Ю. Пузиной и В. Серпинским.
В 1911-12 годах читал лекции по топологии и философии математики на Высших научных курсах в Варшаве.
В 1912 году на V Международном математическом конгрессе прочитал доклад "Über die Begriffe «Linie» und «Fläshe» — «понятие О линии и поверхности». В докладе начертил схему конструкции кривой, которая не содержит дуги, этой тематикой позже занимался его ученик Б. Кнастер.
В 1913 году подал в совет философского факультета Львовского университета хабилитационную работу «O rozcinaniu płaszcryzny przez continua» — содержит обобщение результатов К. Жордана и М. Шенфлиса, привела к многочисленным исследованиям в топологии.
В том же году совет факультета Львовского университета предоставила ему veniam legendi — право преподавания, как приват-доценту.
С началом Первой мировой войны поступил в польские легионы, участвовал в Карпатской компании 1914-15 года — простым солдатом, хотя имел офицерский ранг. Некоторое время был в армии вместе с Г. Штейнгаузом — как вспоминал последний, Янишевский однажды переезжал из части в часть автомобилем, которым управлял немецкий математик М. Дэн, который решил до этого Третью проблему Гильберта.
Некоторое время служил во Львове и имел возможность читать лекции в университете. В 1916 году напечатана его хабилитационная лекция «O realizmie I idealizmie w matematyce» — обсуждает вопросы философии математики, в частности, дискуссию, связанную с парадоксами теории множеств и взглядами на дальнейшее развитие математики.
Впоследствии он отказался дать присягу на верность австрийскому правительству, вынуждено скрывается под фамилией Зигмунта Вихернивича. Занимался просветительской работой — организовал центр обучения для талантливых детей, писал статьи из разных разделов математики для самообразования — в 1917 году опубликованы в «Poradniku dla Samouków».
1918 года написал статью для I том «Nauki Polskij» — подаёт планы построения фундамента польской математики на основе новых направлений в математике. Этот план реализован в 1920 году — совместно с В. Серпинским и С. Мазуркевичем издан I том «первого в мире специализированного математического журнала „Fundamenta Mathematicae“». Вокруг журнала формируется Варшавская математическая школа, также идея реализуется позднее в Львовской математической школе — вокруг журнала «Studia Mathematica».
В 1918 году приглашён в Варшавский университет, преподаёт аналитическую геометрию, алгебру, топологию.
Апрелем 1919 года Янишевский заболел испанкой, лечился в Италии. На рождественские каникулы едет во Львов — к маминой семье и невесте Янине Келлес-Крауз.
В дороге он простудился, после девяти дней повторной испанки и воспаления лёгких умер во Львове 3 января 1920 года. Похоронен на Лычаковском кладбище, могила не сохранилась.